# Aldehuela del Rincón
Aldehuela del Rincón es una localidad española del municipio de Sotillo del Rincón, perteneciente a la provincia de Soria, en la comunidad autónoma de Castilla y León.

## Geografía
Forma parte de la comarca de El Valle y La Vega Cintora y del partido judicial de Soria. En invierno hay dos casas abiertas ambas de ganaderos. Posee un coto de caza y un monte de hayas y robles llamado sierra Carcaña.

## Historia
Sobre la base de los datos del censo de Pecheros de 1528, en el que no se contaban eclesiásticos, hidalgos y nobles, se registra la existencia 3 pecheros, es decir unidades familiares que pagaban impuestos. Figura en el documento original escrito como El Aldehilla.
A la caída del Antiguo Régimen la localidad se constituyó en municipio constitucional en la región de Castilla la Vieja, partido de Soria, que en el censo de 1842 contaba con 31 hogares y 125 vecinos. A mediados del siglo XIX, la aldea tenía contabilizadas 40 casas. Aparece descrita en el primer volumen del Diccionario geográfico-estadístico-histórico de España y sus posesiones de Ultramar de Pascual Madoz de la siguiente manera:

ALDEHUELA DEL RINCON: ald. con ayunt. de la prov. y part. jud. de Soria (4 leg.), aud. terr. y c. g. de Búrgos (16), dióc. de Osma (9): sit. cerca la sierra de la Cebollera, en las márg. del r. Razon, la baten libremente todos los vientos, bajo un cielo puro y despejado, su clima es algo frio, pero sano como el de todos los pueblos inmediatos á aquella sierra. Tiene 40 casas de mediana construccion, la mayor parte de ellas sin comodidades interiores, y colocadas sin orden ni alineacion; escuela de primera enseñanza pobremente dotada, á la que concurren los niños de ambos sexos; una casa municipal, y una ermita dedicada á San Juan en la que tan solo se dice misa el dia de San Marcos, y el primero de las letanias, que anteceden al de la Ascension del Señor, á cuyo acto devoto asisten los vec. de Sotillo: hay en dicha ermita pila bautismal para administrar el bautismo á los recien nacidos en la Aldehuela, y para los demas actos religiosos, dependen de la igl parr. de Sotillo equidistante (900 pasos) de ambas pobl. El térm. confina por el N. con el de Valdeavellano por el E. con el propio de Valdoavellano y el de Villar del Ala, al S. con Sierra de Langosta y el de Sotillo, y por el O. con el de Sotillo. El terreno es de mediana calidad y poco productivo por falta de riego, pues las aguas de algunos arroyos, y las del r. Razon que impulsan un molino harinero, son muy pocas en la estacion calorosa: hay en él un poco de monte muy escabroso poblado de hayas y de robles. prod.: poco trigo, alguna mayor cantidad de centeno y patatas, proveyéndose de lo que le falta en el mercado de Almarza. Cria mucho ganado lanar que ademas de sus crias le proporciona abundancia de leche de la que sacan la manteca para las tan nombradas mantequillas de Soria: ind.: está reducida á un telar para lienzos, dos para paños ordinarios, y dos carreteros, y en la temporada de invierno la mayor parte de los vec. de ta pobl. salen á trabajar á los molinos de aceite de Fuente del Maestro y de Sevilla: pobl.: 31 vec.: 125 hab.: cap. imp. 9,567 rs.
(Madoz, 1845, p. 515)

El 1 de junio de 1970 el municipio desaparece y se integra en Sotillo del Rincón.

## Demografía
| Gráfica de evolución demográfica de Aldehuela del Rincón entre 1842 y 1960 |
| |
| Población de derecho según los censos de población del INE Población de hecho según los censos de población del INEEntre el censo de 1970 y el anterior, este municipio desaparece porque se integra en el municipio 42174 (Sotillo del Rincón) |

En el año 2000 contaba con 32 habitantes, concentrados en el núcleo principal, pasando a 29 en 2014.

## Patrimonio
- Iglesia de San Juan Evangelista: en cuyo interior alberga una pila bautismal románica que se decora con una línea incisa en zig-zag y bajo ella una serie de arcos de medio punto soportados por capiteles de formas irregulares que descansan sobre columnas pareadas.
- Villar del Ala...famosos por sus setas y refugio de sus lugareños.